# Twickenham Ferry
Twickenham Ferry è un cortometraggio muto del 1913. Non si conosce il nome del regista che non appare tra i credit del film. Fu l'esordio sullo schermo dell'attore teatrale Herbert Standing.

## Produzione
Il film fu prodotto dalla Reliance Film Company.

## Distribuzione
Distribuito dalla Mutual Film, il film - un cortometraggio in una bobina - uscì nelle sale cinematografiche statunitensi il 15 settembre 1913.